# Keude Meunje IV
Keude Meunje IV is een bestuurslaag in het regentschap Aceh Utara van de provincie Atjeh, Indonesië. Keude Meunje IV telt 108 inwoners (volkstelling 2010).